# Capella de l'Esperança
Capella de l'Esperança és una capella situada al carrer de l'Esperança del municipi de Blanes (Selva) inclosa en l'Inventari del Patrimoni Arquitectònic de Catalunya.

## Descripció

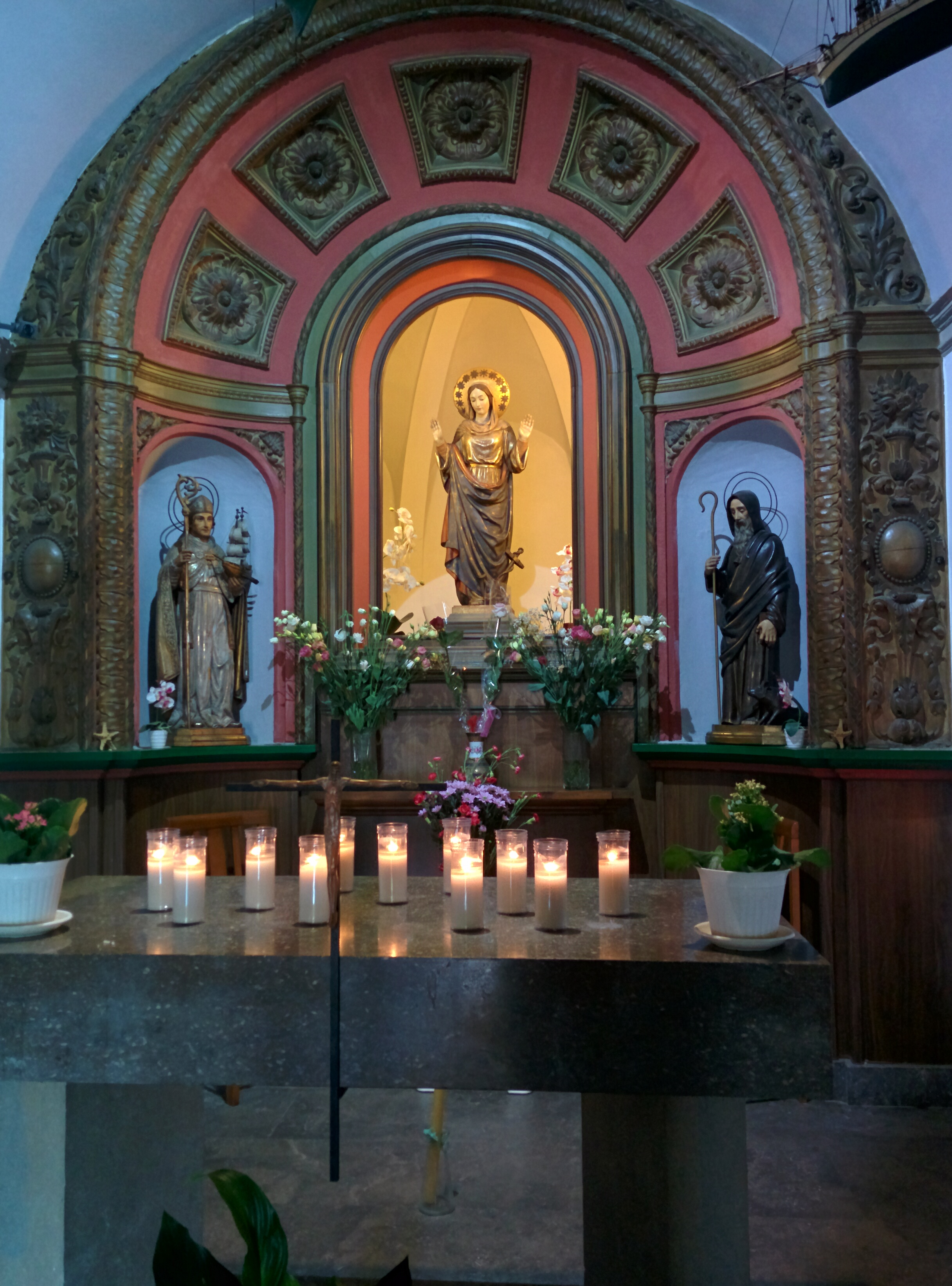

Ens trobem davant d'un edifici de nau única rectangular, dividida en tres trams per sengles arcs, amb 16 m de llarg i uns amples de 7,70 m a la nau principal i 3,25 a la zona del presbiteri. L'alçada màxima interior és de 4,65 m. Edifici que consta d'un absis semicircular, cobert amb cupul·la de quart d'esfera i amb voltes de racó de claustre amb nervis molt destacats, que arrenquen de les parets sense cap mena de mènsula. La resta de la nau es troba coberta amb una senzilla estructura de fusta que descansa sobre les parets de tancament i sobre els arcs de diafragma. L'absis és transformat en un cambril, que està dividit en dues plantes per un senzill forjat i es troba separat del presbiteri per un altar que conté dues fornícules.
L'accés al cambril es fa a través de la sagristia i per mitjà d'unes escales es pot pujar a l'altell on hi ha la imatge de la Verge de l'Esperança. Aquests arcs de diafragma són de geometria diferent. El primer que trobem, entrant, és un arc ogival, mentre que l'altra, és un arc de mig punt, tots dos de geometria rebaixada. És important esmentar que l'interior de la capella està àmpliament ornamentada amb la disposició de diverses ofrenes de vaixells en miniatura, com a símbol del gran afecte i devoció que sentien els mariners envers el culte a la Mare de Déu de l'Esperança.
En la façana principal de l'edifici, trobem l'entrada, constituïda per una porta adovellada amb arc de punt rebaixat i dues finestres a banda i banda en forma d'ull de bou. L'acabat de la façana està resolt amb un estucat raspat, amb superfície de textura aspra, amb dibuixos i motius mariners. La coberta de la nau és a dues aigües, col·locada sobre estructura de bigues de fusta i recolzada sobre una jassera també de fusta de grans dimensions, acabada amb teula àrab. Dins el conjunt de la façana, també cal destacar el campanar d'espadanya, el qual està ubicat als peus de la nau i sobre el capcer de la facana, i consta d'un arc de mig punt amb coberta de vèrtex arrodonit i dues vessants acabades amb rajola de ceràmica. Pel que fa al presbiteri, aquest es troba aïllat per una porta reixada metàl·lica, per tal d'evitar els robatoris. En l'actualitat, l'església està regida pels obrers del barri i sota la protecció del rector de la parròquia de Santa Maria de Blanes.

## Història

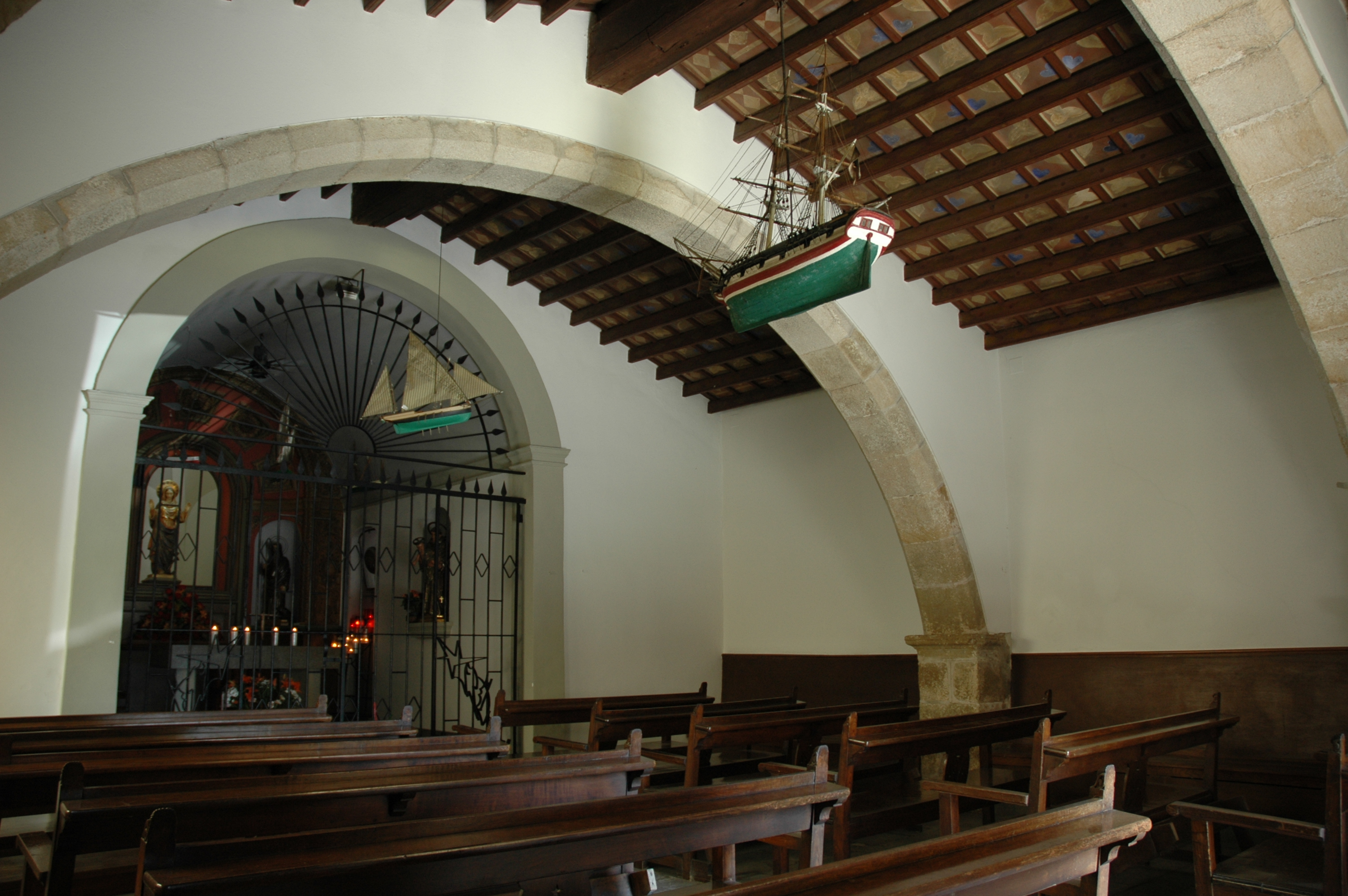
Interior

De mitjans del segle xvii, trobem constància de la seva existència en un fet ocorregut el 1650 i que l'historiador blanenc Josep Cortils i Vieta descriu en el seu llibre Ethologia de Blanes. La capella estava situada als afores de les muralles de la vila i arran de platja i sempre tenia un llum encès que servia de guia als vaixells per tal que arribessin a bon port, tenint en compte que en aquella època, les barques s'amarraven a la mateixa platja. És per això que popularment se la coneixia amb el nom de In Portus. No es pot fixar la data de construcció, però el que sabem és que s'hi reunien moltes vegades els jurats (el que serien els actuals regidors) per a deliberar sobre els afers de la vila, perquè així consta en algunes de les actes del segle xvii. La història també ens diu que el capellà que tenia cura de la capella hi ensenyava gramàtica a tots els infants de la població.
No se sap l'època exacta de la seva fundació. Al començament era de petites dimensions i davant seu hi havia un porxo que a voltes va servir als jurats de Blanes per fer-hi les reunions reglamentàries. L'any 1657, el pare Camós ja la cita amb el nom de Mare de Déu de l'Esperança. L'any 1677, un soldat del terç de Navarra morí afusellat davant aquesta capella. Posteriorment fou enterrat en el cementiri blanenc. En el S. XIX s'hi construí un altar d'una arquitectura sorprenent. Tenia un petit cambril i al seu costat dues fornícules: en una hi havia Sant Elm i a l'altra Sant Antoni Abat.
En el presbiteri, o planta antiga de la capella, hi havia la imatge autèntica de Sant Antoni de Pàdua, el qual antigament havia presidit una capella situada a la meitat del camí del convent. L'any 1936, va ser profanada, però no la cremaren com la majoria de capelles de Blanes, sinó que primerament la tancaren i després la van utilitzar com a magatzem. Tot i això, es van dur a terme unes reformes en la capella; obres les quals van ser promogudes pels veïns en l'any 1937. Al final del segle passat, quan a Blanes s'inaugurà l'enllumenat elèctric, l'empresa propietària va oferir diferents premis en metàl·lic als carrers que estiguessin més ben adornats. El carrer de l'Esperança va ser el guanyador, però els veïns liderats per l'obrer de la capella de l'Esperança, Joan Llambí i Garriga, renunciaren als diners i demanaren a l'empresa que concedís gratuïtament un llum elèctric per a la capella de l'Esperança.
El llum s'hi posà i durant molt de temps va servir de guia per als pescadors. Quan es van duu a terme les obres a la casa del costat de l'ermita de la Mare de Déu de l'Esperança, els veïns, seguint les normes urbànístiques, van haver de separar la construcció cinc metres de la paret de l'ermita. Llavors quedà al descobert la paret que havia estat tants anys tapada, on es va acabar trobant una fornícula enterrada. Actualment hi ha una imatge de Santa Teresa, l'origen de la qual és incerta. La imatge i l'arranjament de la fornícula van ser sufragats per una família de francesos, molt devots de la Santa, a qui volien agrair que hagués salvat la família d'un accident. La capella va ser restaurada pel cèlebre arquitecte Francesc Folguera. Un cop acabada la Guerra Civil, els veïns van dur a terme unes reformes en la capella, i l'any 1940 es va restituir el culte, beneint-se la imatge de la Verge.